# Łaziska Górne
Łaziska Górne là một thị trấn nằm ở tỉnh Silesian, miền nam Ba Lan. Từ năm 1975 - 1998, thị trấn thuộc quyền quản lý của tỉnh Katowice, kể từ năm 1999 đến nay, nó nằm trong địa phận của tỉnh Silesian. Thị trấn nằm ở cao nguyên Silesian và giáp với Liên minh đô thị Silesian, một đô thị lớn với dân số trên 2 triệu người. Tổng diện tích của thị trấn là 20,7 km². Tính đến năm 2008, dân số của thị trấn là 21.942 người với mật độ 1.100 người/km².

## Lịch sử
Trước đây, Łaziska được chia thành ba phần: Łaziska Dolne (Łaziska Hạ), Łaziska Średnie (Łaziska Giữa) và Łaziska Górne (Łaziska Thượng). Hiện nay, Łaziska Dolne, Łaziska Średnie và Łaziska Górne đều thuộc thị trấn, trong đó khu định cư lâu đời nhất nằm ở Łaziska Średnie, sau đó là Łaziska Dolne và trẻ nhất là Łaziska Górne. Łaziska xuất phát từ một ngôi làng, được thành lập vào năm 1287.
Trong suốt thời kỳ biến động chính trị do Matthias Corvinus gây ra, Łaziska đã bị Casimir II, Công tước xứ Cieszyn bán cho gia tộc Thurzó (một trong những ông trùm Hungary) vào năm 1517, hình thành nên quốc gia Pless. Łaziska Średnie không giống với hai ngôi làng còn lại (Łaziska Dolne và Łaziska Górne), đây là một ngôi làng tư nhân cho đến năm 1814.
Năm 1526, Vương quốc Bohemia trở thành một phần của chế độ quân chủ Habsburg. Trong Chiến tranh kế vị Áo, hầu hết Silesia đã bị Vương quốc Phổ chiếm đóng, bao gồm cả ba khu định cư này.

## Công nghiệp
- Nhà máy điện Łaziska
- Mỏ than Bolesław Śmiały
- Nhà máy thép Łaziska
- Wilk Elektronik SA (bộ nhớ máy tính)